# 小佐々純吉
小佐々 純吉（こざさ すみよし、1547年〈天文16年〉−1569年8月26日〈永禄12年７月４日〉）は、戦国時代の武将。西肥前の五島灘海域を領有支配した小佐々水軍の副将で、水軍基地の七釜浦・中浦村・寺島などを知行した交易活動の惣役。天正遣欧少年使節の中浦ジュリアン（幼名・小佐々甚吾）の父。ジュリアン生誕の翌年、大村純忠軍支援のため小佐々水軍が参戦した宮村合戦で、敗走した大村純忠を助けるために葛峠（長崎県佐世保市宮津町）で奮戦、南風崎（はえのさき、現・佐世保市南風崎町）で討死にした。

## 経歴

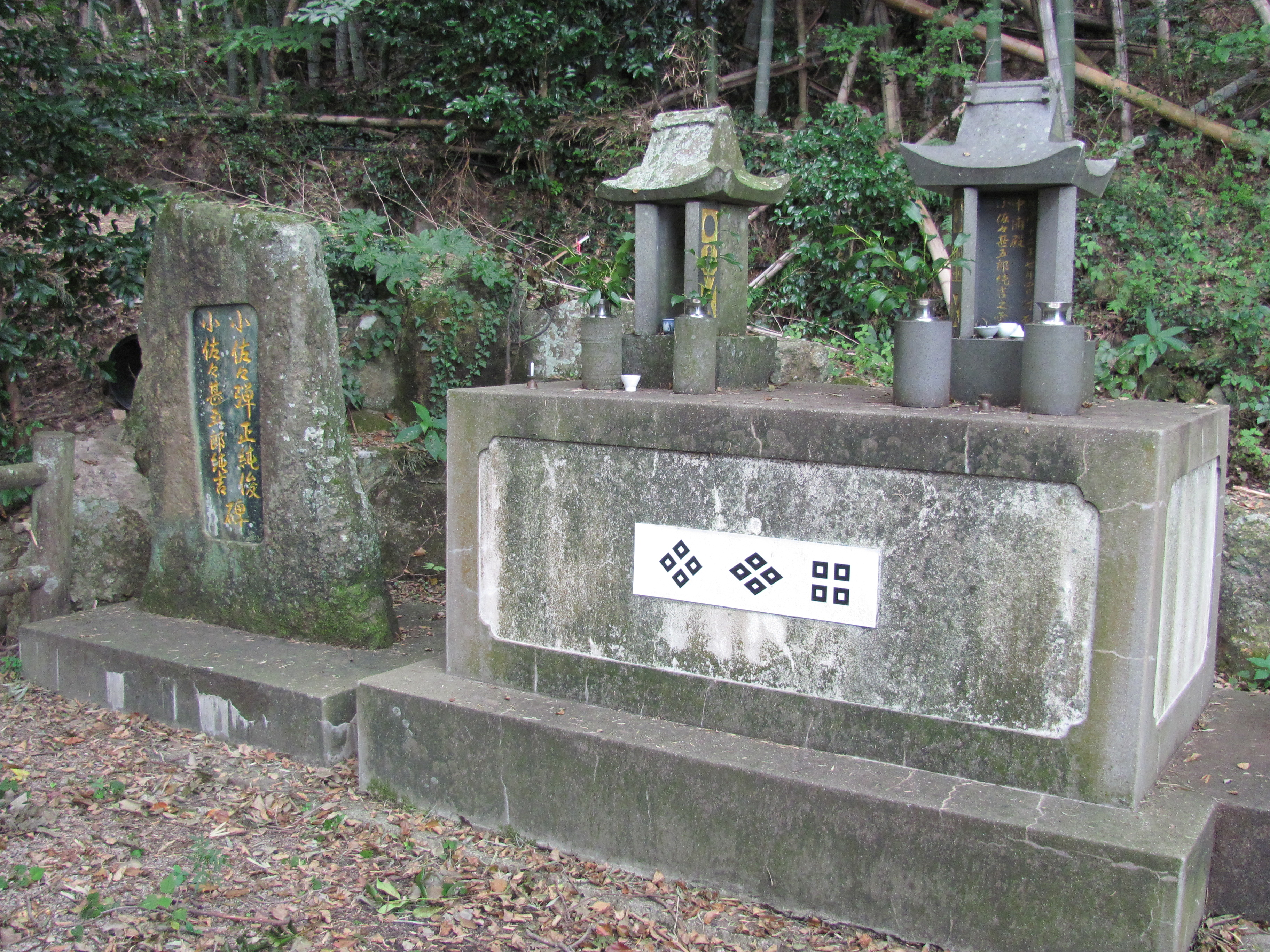
小佐々弾正・甚五郎塚
右から小佐々兵部純吉と小佐々弾正純俊の石祠。左は純俊と純吉の顕彰墓碑。
（佐世保市南風崎町）

西肥前の有力な戦国領主小佐々氏は、鎌倉幕府初代将軍源頼朝の挙兵で軍功を挙げた宇多源氏（近江源氏）嫡流の佐々木定綱の後裔であり、室町幕府の4代将軍足利義持の倭寇取締の命により応永年間に下向、当時は大陸交易の重要拠点であった五島列島と本土とを結ぶ五島灘海域を領有支配して、小佐々水軍と呼ばれる有力な水軍勢力となった。「中浦殿」と呼ばれた中浦城主の純吉は小佐々水軍の副将であるが、小佐々水軍基地の七釜浦（七釜港＝鳥崎港）や中浦村と寺島の他に、飛地として南風崎（現・佐世保市南風崎町）などを知行しており、交易活動を差配する惣役（司令官）として各種経済活動で栄えた。
1569年（永禄12年）夏に、大村純忠親族の宮村領主・大村純種が純忠に叛いて武雄の後藤貴明に与したため、宮村城（小峰城、現・佐世保市長畑町）の純種討伐のため純忠が出兵した。当時の中浦城主小佐々氏は、早岐瀬戸（はいきせと）の大村湾口の南風崎にある交易港の市場港と南風崎砦を領有していたので、純忠の要請で小佐々水軍も参戦することになった。宮村城が落城寸前になった時に、純種軍支援のため後藤軍と松浦軍の大軍が純忠軍を包囲した。大軍の侵攻を見た純忠は直ちに軍勢と共に大村方面へ敗走して助かった。一方、殿戦で大村純忠を助けた小佐々軍は、敵の大軍に包囲されて松浦軍の鉄砲隊の集中砲火を浴びるなどして、小佐々水軍の本城城主で大将の小佐々弾正大弼三郎純俊（四代小佐々弾正）と副将の小佐々兵部少輔甚五郎純吉（二代小佐々兵部）が奮戦して壮絶な戦死を遂げることになった 。
この合戦で戦死した両士を埋葬した墓所は、戦国時代に建立されて平成4年に修復されており、「小佐々弾正・甚五郎塚（小佐々弾正・兵部塚）」（現・佐世保市南風崎町）として現存する。また、両士の遺髪を埋葬した墓所（改葬墓）は「長崎県指定史跡・多以良の小佐々氏墓所」（別称：住吉神社、現・西海市大瀬戸町多以良内郷寺山）として祀られている。
1568年2月（永禄11年正月）生れの純吉息子の小佐々甚吾は、後に大村純忠に選ばれてローマを公式訪問した天正遣欧少年使節の中浦ジュリアンである。父親の純吉が戦死した頃の小佐々氏一族は､西彼杵半島西岸の外海地方の外浦衆の惣領家（小佐々水軍）で、五島灘海域を領有支配した独立勢力の戦国領主であり、当時は大村純忠の配下ではなかった。小佐々氏一族は東楽寺（現・東楽寺跡、西海市大瀬戸町多以良内郷）を菩提寺とする仏教徒で、小佐々氏一族がキリシタンに改宗したのは､甚吾が大村純忠の居城・三城城に行った天正初期（1575年頃）である。また、関白豊臣秀吉が発令した海賊禁止令により小佐々水軍の城館が廃止された天正16年（1588年）に、小佐々氏は秀吉の命で大村氏の家臣団入りして、江戸時代には純吉の子孫は家老・中老・番頭などの重職を歴任して大村藩の重臣となった。

## 記念碑等
- 小佐々弾正・甚五郎塚（小佐々弾正・兵部塚）：長崎県佐世保市南風崎町。
- 多以良の小佐々氏墓所（長崎県指定史跡）：長崎県西海市大瀬戸町多以良内郷寺山。
- 小佐々水軍顕彰之碑：西海市西海町七釜港。
- 小佐々學博士顕彰之碑：西海市西海町七釜港。
- 中浦ジュリアン顕彰之碑：西海市西海町中浦「中浦ジュリアン記念公園」西側隣接地。
- 西方のローマを指さす中浦ジュリアン像：「中浦ジュリアン記念公園」展示室屋上。
- 中浦ジュリアンの生涯を描いたフレスコ壁画：「中浦ジュリアン記念公園」展示室内。
- 十字架のように手を広げて立つ中浦ジュリアン像：西海市西海町木場「西海スポーツガーデン体育館」前。
- 禁教下で布教して歩く中浦ジュリアン像：長崎県島原市白土町「カトリック島原教会」前。
- 天正遣欧少年使節顕彰之像：長崎県大村市森園町。